# Райский город
«Райский город» (англ. Paradise City) — американский фильм режиссёра Чака Расселла в жанре боевика. В фильме снялись Брюс Уиллис, Джон Траволта, Прая Ландберг, Стивен Дорфф и Блейк Дженнер. Фильм был выпущен Saban Films в ограниченном количестве кинотеатров и VOD 11 ноября 2022 года, после чего он был выпущен на DVD и Blu-ray 20 декабря 2022 года.

## Сюжет
Райан Суон должен пробиться через криминальный мир Гавайев, чтобы отомстить убийце своего отца.

## В ролях
- Брюс Уиллис — Иан Суон
- Джон Траволта — Бакли
- Прая Ландберг — Саванна
- Стивен Дорфф— Робби Коул
- Блейк Дженнер — Райан Суон
- Брэнском Ричмонд — Сенатор Кейн

## Производство
14 мая 2021 года стало известно, что Брюс Уиллис и Джон Траволта снимутся в фильме «Райский город», что стало их первым появлением на экране в одной киноленте с 1994 года (когда вышел фильм «Криминальное чтиво»). Продюсером фильма стал Кори Лардж.
Съёмки фильма начались 17 мая 2021 года на острове Мауи (Гавайские острова). В июне 2021 года к актёрскому составу присоединились Стивен Дорфф и Блейк Дженнер. В том же месяце съёмки были завершены.